# أنبوب كروكس

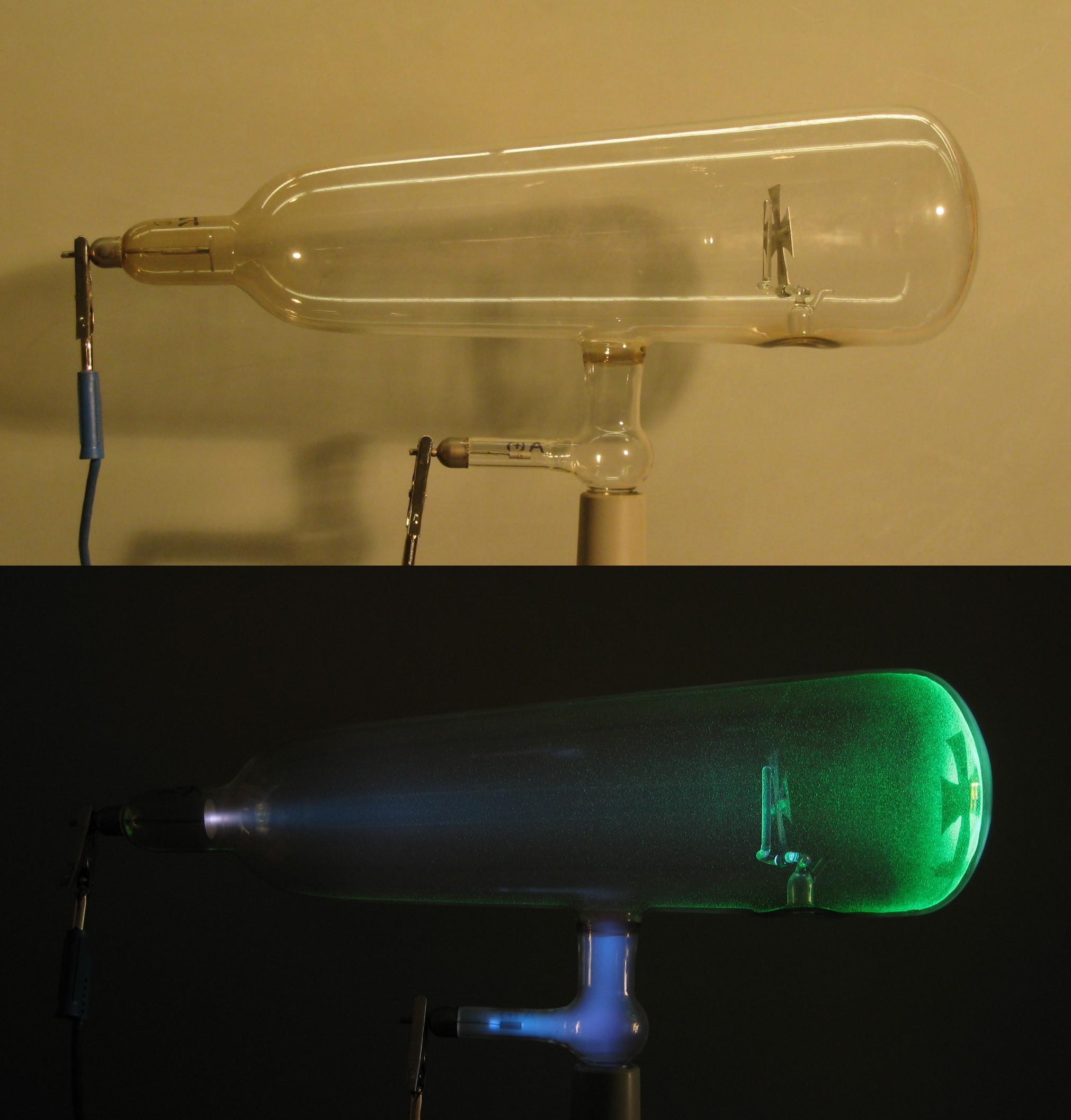
أنبوب كروكس: مضيء ومعتم. إلكترونات (أشعة المهبط) تنتقل في خطوط مستقيمة من المهبط (يسار)، مثلما يوضحه ظل الصليب المالطي المعدني على فلورية زجاج الأنبوب على اليمين. المصعد هو القطب الذي بالأسفل.

أنبوب كروكس هو تجربة كهربائية قديمة باستخدام أنبوب تفريغ مُفرّغ جزئيًا أجراها الفيزيائي الإنجليزي وليام كروكس ومساعدوه بين عامي 1869-1875 م، اكتشف خلالها وجود الأشعة المهبطية (فيض من الإلكترونات).
بتطويره أنبوب غايسلر، صنع كروكس أنبوبًا يتكون من حاوية زجاجية متعددة الأشكال مفرّغة جزئيًا، مع قطبين كهربائيين معدنيين على طرفيها كمهبط ومصعد. وعند توصيل تيار الجهد العالي المتردد بين الأقطاب، تنطلق أشعة مهبطية (إلكترونات) في خطوط مستقيمة من المهبط. استخدم كروكس ويوهان فيلهلم هتورف وجوليوس بلكر ويوجين غولدشتاين وهاينريش هيرتز وفيليب أنتون لينارد وآخرون لاستكشاف خواص الأشعة المهبطة، وخاصة تجارب جوزيف جون طومسون سنة 1897 م التي صنّفت أشعة المهبط كجسيمات سالبة الشحنة، والتي سميت لاحقًا إلكترونات. لا تستخدم أنابيب كروكس الآن سوى لتوضيح أشعة المهبط. وفي سنة 1895 م، اكتشف فيلهلم كونراد رونتغن الأشعة السينية مستخدمًا أنبوب كروكس.